# HDTV

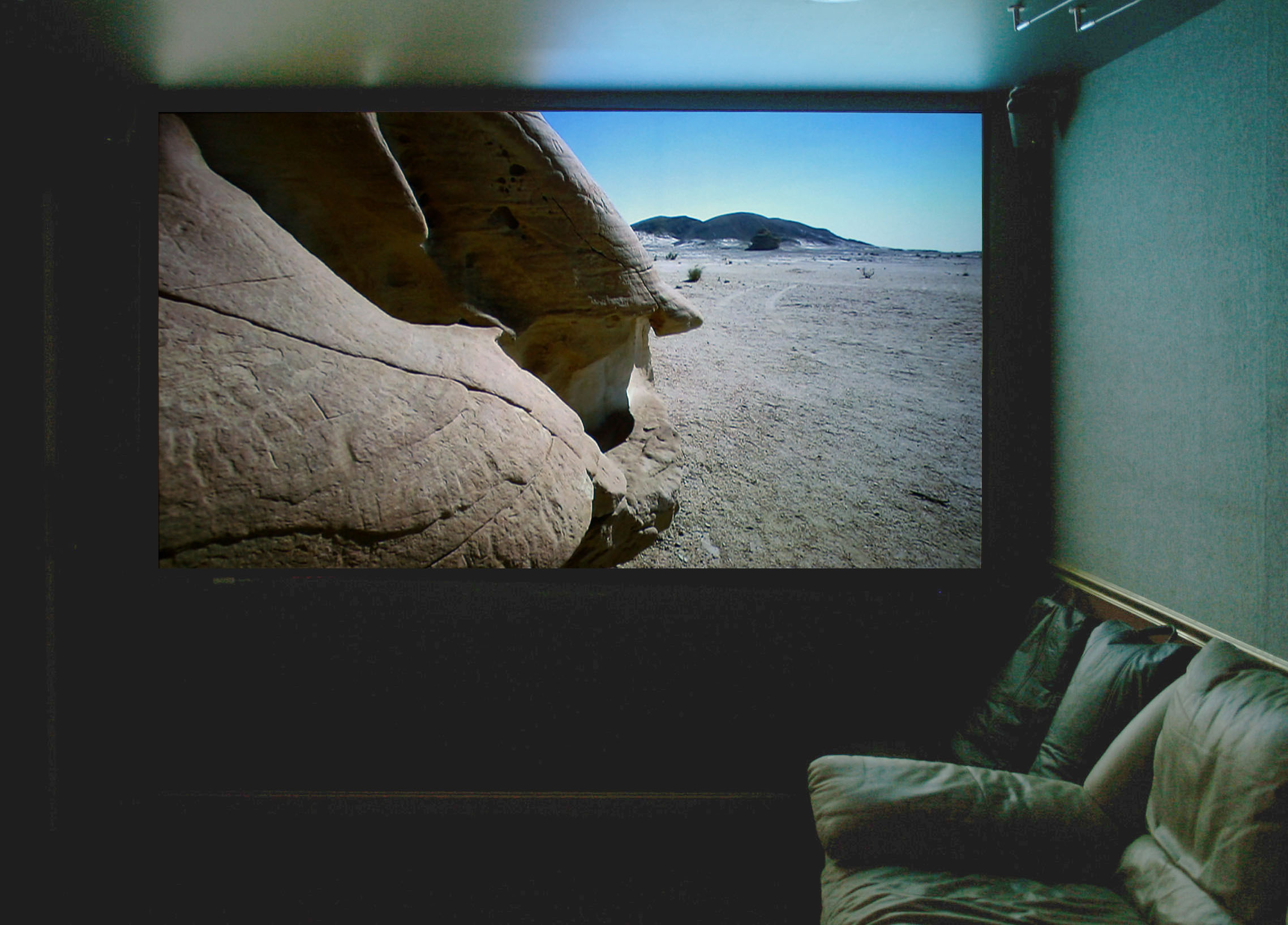
Projektionsduk i en hemmabioanläggning, som visar en högupplöst bild

HDTV eller hdtv (High Definition Television, skarp-TV) innebär en TV-bild med högre upplösning än de äldre 525-linjers (NTSC) och 625-linjers (PAL och SECAM) formaten. Dagens (2010-talet) HDTV-system har 720 eller 1080 linjer, där det senare kallas full HD-upplösning. HDTV sänds alltid med digitalt ljud (oftast Dolby Digital 5.1) och alltid i bredbild (widescreen, 16:9).

## Historia
Termen high definition beskrev det brittiska, svart-vita 405-linjerssystemet, som infördes 1936, och det amerikanska 525-line NTSC-systemet som inrättades år 1941. Dessa var båda högupplösta i jämförelse med tidigare mekaniska och elektroniska TV-system. Till sist blev endast det amerikanska NTSC-systemet (med 525-linjer) och de europeiska PAL och SECAM (båda med 625-linjer) betraktade som standard. Efter andra världskriget var det svartvita, franska 819-linjerssystemet högupplöst – även i 2020-talets bemärkelse – men det lades ner år 1986, ett år efter den sista sändningen med det brittiska 405-linjerssystemet.
År 1958 skapades Тransformator i Sovjetunionen (ryska: Трансформатор), det första systemet som kunde producera högupplösta TV-bilder med 1125 raders upplösning. Systemet var en militär produkt avsedd främst för TV-konferenser mellan militära enheter, och kom därför aldrig att kommersialiseras.
År 1969 utvecklade det japanska Public service-bolaget NHK högupplösningstelevision med 5:3 bildformat till konsumenter, ett något större skärmformat än de vanliga 4:3-standarden. Systemet blev inte lanserat offentligt förrän sent på 1990-talet.
Under 1981 hölls den första HDTV-demonstrationen i USA. Det hade samma 5:3-bildformat som det japanska systemet.
Högpresterande datorer och bildskärmar klarar 2 560 × 1 440, som då det lanserades benämndes XHD (för Extreme High Definition) och använde två samarbetande grafikkort (SLI eller CF). Ett modernare grafikkort klarar upplösningen ensamt, utom i vissa tillämpningar.
Ett allt mer vanligt förekommande bildformat är UHDTV (Ultra High Definition TeleVision), där formaten 4K (3 840 × 2 160 eller 2160p) och 8K (7 680 × 4 320 eller 4320p) ingår. Medan skärmar som kan visa 4K är ganska vanligt förekommande, är 8K fortfarande, i början på 2016, ovanligare. YouTube har även videoklipp i 4K tillgängliga.

## Skärmupplösning

Jämförelse av olika TV-format upp till 1080p.

Jämförelse av olika TV-format upp till 8K.

HDTV finns något förenklat, i tre format (skärmupplösningar) kallade 1080p, 1080i samt 720p, vilka är namngivna efter hur många horisontella linjer bilden innehåller.
Generellt lämpar sig material med progressiva (helbild) bildformat (till exempel 1080p och 720p) bättre för bilder med rörelse i, medan halvbildsformatet/sammanflätade (1080i) lämpar sig bäst för stillbilder eller bilder med små kamerarörelser i. Detta beroende på de artefakter som kan uppstå vid snabba kamerarörelser i material inspelat med relativt långsam bildfrekvens (fps, frames per second).

## Sändningsformaten
SVT har tillsammans med BBC med flera inom EBU genomfört omfattande tekniska bildkvalitetsbedömningar av de olika HDTV-formaten progressiv och interlaced och har kommit fram till att för absoluta merparten av all rörlig video är progressivt format (720p och 1080p) bättre än interlaced (1080i) och rekommenderar således 720p före 1080i. Det betraktas som en lite kontroversiell slutsats, TV-världen är en mycket konservativ bransch och många förespråkar att det interlacing-läget skall överleva i HDTV. En stor del av dagens[när?] HDTV-utrustning för TV-studio är för 1080i. Bland annat TV4, det andra stora TV-bolaget som börjat sända HDTV i Sverige, har valt att tillsvidare sända i 1080i. HD-filmmaterial filmat med filmkamera är av sin natur producerat i progressivt format (24 bilder per sekund). För sådant material skulle man kunna tänka sig att i HDTV-utsändning dela upp varje helbild i två halvbilder för att sända i 1080i (1920 × 1080 × 50i) utan att få alltför stora interlace-artefakter. De tester av bildkvalité som genomförts, visar att det dock alltid är bättre med progressivt, 1080p (1920 × 1080 × 25p). [källa behövs]

## Mottagning
I Sverige sänds vanligtvis HDTV i MPEG4-format. För att ta emot dessa sändningar behövs alltså en digitalbox med stöd för MPEG4, eller en TV med inbyggd mottagare för DVB-T2 MPEG4-signaler. Dessa apparater är märkta "HDTV". Utöver HDTV-märkningen kan TV-apparater för marknätet (DVB-T och DVB-T2) vara märkta med Boxers logga medan apparater med stöd för MPEG4 via kabel-TV kan vara märkta med Cable HD Ready- eller till exempel med Com Hems logga, vilket betyder att de kan ta emot DVB-C-signaler med MPEG4. Apparater som inte kan ta emot en HDTV-signal i MPEG4-format, utan bara högupplösta videosignaler i komponentvideo- eller HDMI-format, är märkta "HD-ready".

## HDTV i olika länder

### Danmark
Den 1 november 2009 övergick Danmark till digital-TV. Detta innebar samtidigt att DR utökades från 2 till 6 kanaler, varav
DR-HD sändes i fullt HD-format. Kanalen samsände i starten växelvis med kanalerna DR1 och DR2, men under det först året som passerat började DR-HD alltmer likna en helt separat kanal. Danmark använder DVB-T-teknik med MPEG-4-kodning.

### Sverige

#### Historik
På Canal Digital-plattformen startade en HDTV-kanal kallad Canal+ HD i Sverige (hette från början C More HD) den första september 2005, men då inga HDTV-boxar fanns klara till premiären så fördröjdes den praktiska premiären till månadsskiftet oktober–november. Även Com Hem började erbjuda HDTV över kabel-TV-nätet den 12 december 2006.
Den 28 maj 2007 lanserades TV4 HD. Den 1 februari 2008 lanserade Viasat sina två första HD-kanaler, TV1000 HD och Viasat Sport HD.
Den 18 februari 2010 utannonserades en "omstart" av SVT:s HD-sändningar i marknätet. 1 mars slutade SVT HD sändas i marknätet, med planering på en nystart under senhösten 2010 av två HD-kanaler (SVT1 HD och SVT2 HD). SVT HD fortsatte dock sändas via kabel-TV hos Com Hem, IP-TV hos Boxer och Telia samt via satellit på Canal Digitals och Viasats plattformar.[källa behövs]
Den 17 juni 2010 fick TV3 HD, TV4 HD, Kanal 5 HD, Canal+ HD Mix, MTVN HD, National Geographic Channel HD och Viasat Sport HD tillstånd att sända i Teracoms digitala marknät.[källa behövs] Även SVT1 HD och SVT2 HD fick tillstånd av regeringen att börja sända.[källa behövs]
Den 20 september 2010 inledde SVT1 HD sina sändningar samtidigt som SVT HD då upphörde sända. Den 1 november 2010 drog SVT2 HD igång med sina sändningar.

### USA
I USA hade 28,8 % av hushållen tillgång till HDTV-sändningar i februari 2009.